# Antongilia unispinosa
Antongilia unispinosa is een insect uit de orde Phasmatodea en de  familie Bacillidae. De wetenschappelijke naam van deze soort is voor het eerst geldig gepubliceerd in 1913 door Carl.